# Bawoanalita Saeru
Bawoanalita Saeru is een bestuurslaag in het regentschap Nias Selatan van de provincie Noord-Sumatra, Indonesië. Bawoanalita Saeru telt 692 inwoners (volkstelling 2010).